# Mohan Patil
Mohan Ramchandra Patil (ur. 20 stycznia 1968) – indyjski zapaśnik walczący w stylu klasycznym. Olimpijczyk z Barcelony 1992, gdzie zajął jedenaste miejsce w kategorii 62 kg. Piąty na igrzyskach azjatyckich w 1990 i 1994. Srebrny medalista mistrzostw Azji w 1992 i siódmy w 1993 roku.
- Turniej w Barcelonie 1992

Przegrał z Ahadem Pazadżem z Iranu i Hugo Dietschem ze Szwajcarii.